# Анктевіль
Анктеві́ль (фр. Ancteville) — колишній муніципалітет у Франції, у регіоні Нормандія, департамент Манш. Населення — 253 осіб (2011).
Муніципалітет був розташований на відстані близько 290 км на захід від Парижа, 85 км на захід від Кана, 29 км на захід від Сен-Ло.

## Історія
До 2015 року муніципалітет перебував у складі регіону Нижня Нормандія. Від 1 січня 2016 року належав до нового об'єднаного регіону Нормандія.
1 січня 2019 року Анктевіль, Ла-Ронд-Е, Ле-Менібю, Сент-Обен-дю-Перрон, Сен-Мішель-де-ла-П'єрр, Сен-Совер-Ланделен i Водримені було об'єднано в новий муніципалітет Сен-Совер-Віллаж.

## Демографія
Динаміка населення (Insee ):
Розподіл населення за віком та статтю (2006):
| Стать | Всього | До 15 років | 15-24 | 25-44 | 45-64 | 65-85 | Понад 85 |
| --- | ------ | ----------- | ----- | ----- | ----- | ----- | -------- |
| Чоловіки | 112    | 20          | 8     | 40    | 20    | 20    | 4        |
| Жінки | 84     | 8           | 12    | 24    | 28    | 12    | 0        |
| \| Статево-вікова піраміда \| Статево-вікова піраміда \| Статево-вікова піраміда \| \| ----------------------- \| ----------------------- \| ----------------------- \| \| Чоловіки \| Вік \| Жінки \| \| 4 \| 85 + \| 0 \| \| 0 \| 80-84 \| 0 \| \| 4 \| 75-79 \| 4 \| \| 4 \| 70-74 \| 4 \| \| 12 \| 65-69 \| 4 \| \| 0 \| 60-64 \| 12 \| \| 8 \| 55-59 \| 8 \| \| 4 \| 50-54 \| 8 \| \| 8 \| 45-49 \| 0 \| \| 8 \| 40-44 \| 4 \| \| 8 \| 35-39 \| 4 \| \| 16 \| 30-34 \| 4 \| \| 8 \| 25-29 \| 12 \| \| 8 \| 20-24 \| 8 \| \| 0 \| 15-20 \| 4 \| \| 4 \| 10-14 \| 0 \| \| 4 \| 5-9 \| 4 \| \| 12 \| 0-4 \| 4 \| |        |             |       |       |       |       |          |
| Статево-вікова піраміда |        |             |       |       |       |       |          |
| Чоловіки | Вік    | Жінки       |       |       |       |       |          |
| 4 | 85 +   | 0           |       |       |       |       |          |
| 0 | 80-84  | 0           |       |       |       |       |          |
| 4 | 75-79  | 4           |       |       |       |       |          |
| 4 | 70-74  | 4           |       |       |       |       |          |
| 12 | 65-69  | 4           |       |       |       |       |          |
| 0 | 60-64  | 12          |       |       |       |       |          |
| 8 | 55-59  | 8           |       |       |       |       |          |
| 4 | 50-54  | 8           |       |       |       |       |          |
| 8 | 45-49  | 0           |       |       |       |       |          |
| 8 | 40-44  | 4           |       |       |       |       |          |
| 8 | 35-39  | 4           |       |       |       |       |          |
| 16 | 30-34  | 4           |       |       |       |       |          |
| 8 | 25-29  | 12          |       |       |       |       |          |
| 8 | 20-24  | 8           |       |       |       |       |          |
| 0 | 15-20  | 4           |       |       |       |       |          |
| 4 | 10-14  | 0           |       |       |       |       |          |
| 4 | 5-9    | 4           |       |       |       |       |          |
| 12 | 0-4    | 4           |       |       |       |       |          |

## Економіка
2010 року серед 147 осіб працездатного віку (15—64 років) 107 були активними, 40 — неактивними (показник активності 72,8%, у 1999 році було 73,9%). З 107 активних мешканців працювали 103 особи (55 чоловіків та 48 жінок), безробітними було 4 (4 чоловіки та 0 жінок). Серед 40 неактивних 7 осіб було учнями чи студентами, 26 — пенсіонерами, 7 були неактивними з інших причин.

У 2010 році в муніципалітеті числилось 97 оподаткованих домогосподарств, у яких проживали 238,0 особи, медіана доходів виносила 14 795,5 євро на одного особоспоживача